# Бонен, Том
Том Бонен (нидерл. Tom Boonen; 15 октября 1980, Мол, Бельгия) — бывший бельгийский профессиональный шоссейный велогонщик, один из сильнейших спринтеров и специалистов классических велогонок своего поколения. Большую часть своей профессиональной карьеры он провел в составе команды Quick Step Floors членом которой он являлся с 2003 по 2017 годы в составе которой он добился наилучших результатов в карьере. Том Бонен является совладельцем рекордов по числу побед на монументальных гонках Париж-Рубе (4) и Тур Фландрии (3), абсолютным рекордсменом гонки E3 Харлбеке, где он победил пять раз, сумел стать чемпионом мира в групповой гонке 2005 года, чемпионом мира в командной гонке 2012 года в составе команды Quick Step, а также завоевал зелёную майку Тур де Франс 2007 года. Том Бонен единственный велогонщик в истории, который сумел выиграть все брусчатые классики за один сезон (E3 Харлбеке, Гент-Вевелгем, Тур Фландрии, Париж-Рубе), а также, наряду с Фабианом Канчелларой, один из двух гонщиков, который сумел дважды одержать победы на гонках Тур Фландрии и Париж-Рубе за один сезон (2005, 2012).

## Допинг
26 мая 2008 года тест крови Тома Бонена оказался положительным на кокаин. Поскольку тест был проведён не на официальном турнире, UCI не применила никаких санкций. Однако руководство команды Quick Step сняло велогонщика с предстоящих Тур Швейцарии и Тур Де Франс.

## Победы
| 2001 - Зеллик — Галмарден 2002 - Вуэльта Каталонии - этап 1 - International Uniqua Classic - этап 2 - Вилрейк 2003 - Тур Бельгии — этап 3 2004 - Гент — Вевельгем - Тур де Франс — этапы 6 и 20 - E3 Харелбеке - Схелдепрейс - Тур Пикардии — этап 1 и 2, генеральная и очковая классификации - Тур Германии — этап 2 и 7 - Вуэльта Андалусии — этап 1 - Стер ЗЛМ Тур — пролог и этап 1 - Франко-Бельгийское кольцо — этапы 3 и 4 - Тур Британии — этап 3 - Memorial Rik Van Steenbergen - Тур Катара — этап 2, очковая и молодёжная классификации 2005 - 1-й — Чемпионат мира по шоссейному велоспорту - Тур де франс — этапы 2 и 3 - Париж — Ницца — этапы 1 и 2 - Париж — Рубе - Тур Фландрии - E3 Харелбеке - Тур Бельгии — этапы 1 и 2, генеральная классификация - Тур Катара — этапы 1 и 2, очковая классификации - Тур Пикардии — этап 2 2006 - Тур Фландрии - Париж — Ницца — этапы 1, 2 и 4 - E3 Харелбеке - Doha International GP - Тур Катара — этап 1, 2, 3 и 5 генеральная и очковая классификации - Вуэльта Андалусии — этап 5 - Схелдепрейс - Тур Бельгии — этапы 2 и 3 - Венендал – Венендал - Тур Швейцарии — этап 1 - Энеко Тур — этапы 1, 3 и 5 - Тур Британии — этап 6 2007 - Тур де Франс — этапы 6 и 12, очковая классификация - Вуэльта Андалусии — этап 4 - Кюрне — Брюссель — Кюрне - Дварс дор Фландерен - E3 Харелбеке - Тур Катара — этапы 1, 2, 3, 4 и 6, очковая классификации | 2008 - Париж — Рубе - Вуэльта Испании — этапы 3 и 16 - Тур Катара — этап 1, 2, 3 и 6 генеральная и очковая классификации - Тур Калифорнии — этап 2 - Тур Бельгии — этап 5 - Стер ЗЛМ Тур — этап 4 - Тур Австрии — этап 7 - Тур Валлонии — этап 1 - Энеко Тур — этапы 1 и 4 - Франко-Бельгийское кольцо — этап 1 2009 - 1-й — Чемпионат Бельгии по шоссейному велоспорту - Париж — Рубе - Кюрне — Брюссель — Кюрне - Энеко Тур — этап 3 - Тур Катара — этап 3 и генеральная классификация - Франко-Бельгийское кольцо — этап 3 2010 - Тур Омана — этап 5 - Тиррено — Адриатико — этап 2 - Тур Катара — этап 3 и 5 2011 - Тур Катара — этап 1 - Гент — Вевельгем 2012 - 1-й — Чемпионат мира по шоссейному велоспорту - 1-й — Чемпионат Бельгии по шоссейным велогонкам - Тур Катара — этап 1 и 4 генеральная и очковая классификации - Ворлд Портс Классик — этап 1 генеральная и очковая классификации - Париж — Рубе - Тур Фландрии - Гент — Вевельгем - E3 Харелбеке - Париж — Брюссель - Париж — Ницца — этап 2 - Тур Сан-Луиса — этап 7 2013 - Тур Валлонии 2014 - Кюрне — Брюссель — Кюрне - Тур Бельгии — этапы 1 и 2 - Тур Катара — этапы 2 и 4, очковая классификация 2015 - Тур Кёльна - Тур Бельгии — этапы 1 и очковая классификация - Энеко Тур — этап 3 |

## Статистика
| Сводная статистика выступлений Бонена в однодневных гонках | Сводная статистика выступлений Бонена в однодневных гонках | Сводная статистика выступлений Бонена в однодневных гонках | Сводная статистика выступлений Бонена в однодневных гонках | Сводная статистика выступлений Бонена в однодневных гонках | Сводная статистика выступлений Бонена в однодневных гонках | Сводная статистика выступлений Бонена в однодневных гонках | Сводная статистика выступлений Бонена в однодневных гонках | Сводная статистика выступлений Бонена в однодневных гонках | Сводная статистика выступлений Бонена в однодневных гонках | Сводная статистика выступлений Бонена в однодневных гонках | Сводная статистика выступлений Бонена в однодневных гонках | Сводная статистика выступлений Бонена в однодневных гонках | Сводная статистика выступлений Бонена в однодневных гонках | Сводная статистика выступлений Бонена в однодневных гонках | Сводная статистика выступлений Бонена в однодневных гонках | Сводная статистика выступлений Бонена в однодневных гонках | Сводная статистика выступлений Бонена в однодневных гонках | Сводная статистика выступлений Бонена в однодневных гонках |
| Игры и Чемпионаты                                          | Игры и Чемпионаты                                          | Игры и Чемпионаты                                          | Игры и Чемпионаты                                          | Игры и Чемпионаты                                          | Игры и Чемпионаты                                          | Игры и Чемпионаты                                          | Игры и Чемпионаты                                          | Игры и Чемпионаты                                          | Игры и Чемпионаты                                          | Игры и Чемпионаты                                          | Игры и Чемпионаты                                          | Игры и Чемпионаты                                          | Игры и Чемпионаты                                          | Игры и Чемпионаты                                          | Игры и Чемпионаты                                          | Игры и Чемпионаты                                          | Игры и Чемпионаты                                          | Игры и Чемпионаты                                          |
| Гонка / Год                                                | Гонка / Год                                                | 2002                                                       | 2003                                                       | 2004                                                       | 2005                                                       | 2006                                                       | 2007                                                       | 2008                                                       | 2009                                                       | 2010                                                       | 2011                                                       | 2012                                                       | 2013                                                       | 2014                                                       | 2015                                                       | 2016                                                       | 2017                                                       |                                                            |
| ---------------------------------------------------------- | ---------------------------------------------------------- | ---------------------------------------------------------- | ---------------------------------------------------------- | ---------------------------------------------------------- | ---------------------------------------------------------- | ---------------------------------------------------------- | ---------------------------------------------------------- | ---------------------------------------------------------- | ---------------------------------------------------------- | ---------------------------------------------------------- | ---------------------------------------------------------- | ---------------------------------------------------------- | ---------------------------------------------------------- | ---------------------------------------------------------- | ---------------------------------------------------------- | ---------------------------------------------------------- | ---------------------------------------------------------- | ---------------------------------------------------------- |
| Олимпийские игры                                           | RR                                                         |                                                            |                                                            | —                                                          |                                                            |                                                            |                                                            | —                                                          |                                                            |                                                            |                                                            | 28                                                         |                                                            |                                                            |                                                            | —                                                          |                                                            |                                                            |
| Чемпионат мира                                             | RR                                                         | 38                                                         | 17                                                         | НФ                                                         | 1                                                          | 9                                                          | —                                                          | 38                                                         | 38                                                         | —                                                          | —                                                          | 12                                                         | —                                                          | 49                                                         | 35                                                         | 3                                                          | —                                                          |                                                            |
| Чемпионат мира                                             | TTT                                                        | —                                                          | —                                                          | —                                                          | —                                                          | —                                                          | —                                                          | —                                                          | —                                                          | —                                                          | —                                                          | 1                                                          | —                                                          | 3                                                          | 2                                                          | —                                                          | —                                                          |                                                            |
| Чемпионат Бельгии                                          | RR                                                         | —                                                          | —                                                          | —                                                          | —                                                          | 3                                                          | 2                                                          | —                                                          | 1                                                          | —                                                          | 7                                                          | 1                                                          | НФ                                                         | 3                                                          | 8                                                          | НФ                                                         | —                                                          |                                                            |
| Чемпионат Бельгии                                          | ITT                                                        | —                                                          | —                                                          | —                                                          | —                                                          | —                                                          | —                                                          | —                                                          | —                                                          | —                                                          | —                                                          | —                                                          | —                                                          | —                                                          | 11                                                         | —                                                          | —                                                          |                                                            |
| Монументальные гонки                                       |                                                            |                                                            |                                                            |                                                            |                                                            |                                                            |                                                            |                                                            |                                                            |                                                            |                                                            |                                                            |                                                            |                                                            |                                                            |                                                            |                                                            |                                                            |
| Гонка / Год                                                | Гонка / Год                                                | 2002                                                       | 2003                                                       | 2004                                                       | 2005                                                       | 2006                                                       | 2007                                                       | 2008                                                       | 2009                                                       | 2010                                                       | 2011                                                       | 2012                                                       | 2013                                                       | 2014                                                       | 2015                                                       | 2016                                                       | 2017                                                       |                                                            |
| Милан — Сан-Ремо                                           | Милан — Сан-Ремо                                           | —                                                          | 78                                                         | 75                                                         | 8                                                          | 4                                                          | 3                                                          | 28                                                         | 15                                                         | 2                                                          | 28                                                         | 22                                                         | НФ                                                         | —                                                          | —                                                          | 55                                                         | 65                                                         |                                                            |
| Тур Фландрии                                               | Тур Фландрии                                               | 24                                                         | 25                                                         | 25                                                         | 1                                                          | 1                                                          | 12                                                         | 17                                                         | 20                                                         | 2                                                          | 4                                                          | 1                                                          | НФ                                                         | 7                                                          | —                                                          | 15                                                         | 37                                                         |                                                            |
| Париж — Рубе                                               | Париж — Рубе                                               | 3                                                          | 24                                                         | 9                                                          | 1                                                          | 2                                                          | 6                                                          | 1                                                          | 1                                                          | 5                                                          | НФ                                                         | 1                                                          | —                                                          | 10                                                         | —                                                          | 2                                                          | 13                                                         |                                                            |
| Льеж — Бастонь — Льеж                                      | Льеж — Бастонь — Льеж                                      | —                                                          | —                                                          | —                                                          | —                                                          | —                                                          | —                                                          | —                                                          | —                                                          | —                                                          | —                                                          | —                                                          | —                                                          | —                                                          | —                                                          | —                                                          | —                                                          |                                                            |
| Джиро ди Ломбардия                                         | Джиро ди Ломбардия                                         | —                                                          | —                                                          | —                                                          | —                                                          | —                                                          | —                                                          | —                                                          | —                                                          | —                                                          | —                                                          | —                                                          | —                                                          | —                                                          | —                                                          | —                                                          | —                                                          |                                                            |
| Одноднвные гонки                                           |                                                            |                                                            |                                                            |                                                            |                                                            |                                                            |                                                            |                                                            |                                                            |                                                            |                                                            |                                                            |                                                            |                                                            |                                                            |                                                            |                                                            |                                                            |
| Гонка / Год                                                | Гонка / Год                                                | 2002                                                       | 2003                                                       | 2004                                                       | 2005                                                       | 2006                                                       | 2007                                                       | 2008                                                       | 2009                                                       | 2010                                                       | 2011                                                       | 2012                                                       | 2013                                                       | 2014                                                       | 2015                                                       | 2016                                                       | 2017                                                       |                                                            |
| Омлоп Хет Ниувсблад                                        | Омлоп Хет Ниувсблад                                        | 63                                                         | 5                                                          | —                                                          | 2                                                          | 13                                                         | 3                                                          | 85                                                         | 10                                                         | 59                                                         | 35                                                         | 2                                                          | 84                                                         | 33                                                         | 3                                                          | 11                                                         | НФ                                                         |                                                            |
| Кюрне — Брюссель — Кюрне                                   | Кюрне — Брюссель — Кюрне                                   | 7                                                          | —                                                          | 9                                                          | 22                                                         | 3                                                          | 1                                                          | 4                                                          | 1                                                          | НФ                                                         | 101                                                        | 42                                                         | —                                                          | 1                                                          | 29                                                         | 69                                                         | НС                                                         |                                                            |
| Гент — Вевельгем                                           | Гент — Вевельгем                                           | 7                                                          | 3                                                          | 1                                                          | 26                                                         | 117                                                        | 27                                                         | 150                                                        | 71                                                         | НФ                                                         | 1                                                          | 1                                                          | НФ                                                         | 5                                                          | —                                                          | 20                                                         | 6                                                          |                                                            |
| E3 Харелбеке                                               | E3 Харелбеке                                               | —                                                          | 12                                                         | 1                                                          | 1                                                          | 1                                                          | 1                                                          | 8                                                          | 2                                                          | 2                                                          | —                                                          | 1                                                          | 7                                                          | 11                                                         | —                                                          | 14                                                         | 8                                                          |                                                            |
| Дварс дор Фландерен                                        | Дварс дор Фландерен                                        | —                                                          | 34                                                         | 28                                                         | 80                                                         | 5                                                          | 1                                                          | 37                                                         | 3                                                          | 20                                                         | 9                                                          | —                                                          | —                                                          | 14                                                         | —                                                          | —                                                          | —                                                          |                                                            |
| Схелдепрейс                                                | Схелдепрейс                                                | —                                                          | —                                                          | 1                                                          | 4                                                          | 1                                                          | —                                                          | 2                                                          | 56                                                         | 18                                                         | 116                                                        | 130                                                        | —                                                          | 84                                                         | —                                                          | 103                                                        | 43                                                         |                                                            |
| Классика Гамбурга                                          | Классика Гамбурга                                          | —                                                          | 50                                                         | 88                                                         | —                                                          | —                                                          | —                                                          | —                                                          | 46                                                         | —                                                          | —                                                          | 4                                                          | —                                                          | —                                                          | 4                                                          | 49                                                         | —                                                          |                                                            |
| Париж — Тур                                                | Париж — Тур                                                | 22                                                         | 102                                                        | —                                                          | —                                                          | НФ                                                         | —                                                          | 10                                                         | 2                                                          | 136                                                        | —                                                          | —                                                          | —                                                          | —                                                          | —                                                          | 21                                                         | —                                                          |                                                            |
| Париж — Брюссель                                           | Париж — Брюссель                                           | —                                                          | —                                                          | 41                                                         | —                                                          | 2                                                          | —                                                          | —                                                          | —                                                          | —                                                          | —                                                          | 1                                                          | —                                                          | —                                                          | 3                                                          | 1                                                          | —                                                          |                                                            |
| Гран-при Валлонии                                          | Гран-при Валлонии                                          | —                                                          | —                                                          | —                                                          | 10                                                         | 10                                                         | —                                                          | —                                                          | —                                                          | —                                                          | —                                                          | 22                                                         | —                                                          | —                                                          | —                                                          | —                                                          | —                                                          |                                                            |
| Лондон — Суррей Классик                                    | Лондон — Суррей Классик                                    | —                                                          | —                                                          | —                                                          | —                                                          | —                                                          | —                                                          | —                                                          | —                                                          | —                                                          | 73                                                         | —                                                          | —                                                          | —                                                          | —                                                          | 1                                                          | —                                                          |                                                            |
| Гран-при Плуэ                                              | Гран-при Плуэ                                              | —                                                          | —                                                          | —                                                          | —                                                          | —                                                          | —                                                          | —                                                          | —                                                          | —                                                          | —                                                          | —                                                          | —                                                          | —                                                          | 17                                                         | 24                                                         | —                                                          |                                                            |
| Гран-при Фурми                                             | Гран-при Фурми                                             | —                                                          | —                                                          | —                                                          | —                                                          | —                                                          | —                                                          | —                                                          | —                                                          | —                                                          | —                                                          | —                                                          | —                                                          | —                                                          | 2                                                          | 44                                                         | —                                                          |                                                            |
| Гран-при Квебека                                           | Гран-при Квебека                                           | —                                                          | —                                                          | —                                                          | —                                                          | —                                                          | —                                                          | —                                                          | —                                                          | —                                                          | —                                                          | —                                                          | —                                                          | —                                                          | 36                                                         | 38                                                         | —                                                          |                                                            |
| Гран-при Монреаля                                          | Гран-при Монреаля                                          | —                                                          | —                                                          | —                                                          | —                                                          | —                                                          | —                                                          | —                                                          | —                                                          | —                                                          | —                                                          | —                                                          | —                                                          | —                                                          | НФ                                                         | 85                                                         | —                                                          |                                                            |

Гранд-Туры
- Тур де Франс
  - Участие:6
    - 2004: 120; Победа на этапах 6 и 20
    - 2005: сход на 12 этапе;  Очковая майка в течение 10 этапов; Победа на этапах 2 и 3
    - 2006: сход на 15 этапе;  Майка в течение 4 этапов
    - 2007: 119;  Очковая классификация; Победа на этапах 6 и 12
    - 2009: сход после 15 этапа
    - 2011: сход на 7 этапе

- Джиро д'Италия
  - Участие:1
    - 2015: сход перед 14 этапом

- Вуэльта Испании
  - Участие:7
    - 2003: 92
    - 2005: сход после 14 этапа
    - 2007: сход
    - 2008: сход после 18 этапа; Победа на этапах 3 и 18
    - 2009: сход на 13 этапе
    - 2011: сход после 16 этапа
    - 2014: сход после 18 этапа